# نهر كنديان الشمالي
نهر كنديان الشمالي (بالإنجليزية: North Canadian River)‏ هو أحد روافد نهر كنديان في أوكلاهوما بالولايات المتحدة. يمتد النهر على طول يقدر بحوالي 440 ميل (710 كـم)، ويصرف مساحة قدرها 17,955 ميل مربع (46,500 كـم2) في مستجمع مائي يشمل أجزاء من شمال شرق نيو مكسيكو وتكساس بانهاندل.
تمت إعادة تسمية جزء من النهر على طول 7 ميل (11 كـم) والتي تتدفق عبر أوكلاهوما سيتي باسم نهر أوكلاهوما في عام 2004.

## المسار
يتشكل نهر كنديان الشمالي من التقاء نهري بيفر وولف كريك، شمال شرق بلدة فورت سابلاي في مقاطعة وودوارد بأوكلاهوما. يتدفق بشكل عام باتجاه الشرق والجنوب الشرقي، عبر مقاطعات وودوارد وميجر وديوي وبلاين وكنيديان وأوكلاهوما ولينكون وبوتاواتومي وسيمينول وهوغيز وأوكفوسكي وأوكمولغي وماكونتوش، عبر مدن وبلدات وودوارد وأوكلاهوما سيتي وشوني. تم بناء سد بالقرب من كانتون لتشكيل بحيرة كانتون في مقاطعة بلين، وفي أوكلاهوما سيتي لتشكيل بحيرة أوفرهولسر. يتدفق إلى نهر كنديان في مقاطعة ماكينتوش كجزء من بحيرة يوفاولا، والتي تتكون من سد ليصب في نهر كنديان.

## نهر أوكلاهوما
تمت إعادة تسمية ما طوله 7 ميل (11 كـم) من النهر الذي يتدفق عبر أوكلاهوما سيتي باسم نهر أوكلاهوما في عام 2004. يحتوي هذا الجزء على العديد من السدود التي خلقت سلسلة من البحيرات الصغيرة التي تقام فيها سباقات التجديف والتجديف بالكاياك وسباقات قوارب الكانو (تستضيفها مؤسسة أوكلاهوما سيتي بوتهاوس، تشيسابيك بوت هاوس، وجامعة أوكلاهوما سيتي). تشمل أنشطة سباق القوارب: سباقات بطول 2.5 ميل، و سباقات السرعة 2000 متر، وسباقات السرعة 500 متر. إنه الموقع الوحيد في الولايات المتحدة الذي تجري فيه سباقات السرعة الليلية تحت الأضواء المقررة رسميًا. تم سرد نهر أوكلاهوما في صحيفة نيويورك تايمز في 22 أبريل 2008.

## أسماء أخرى
تم تطبيق اسم "نهر كنديان الشمالي" أحيانًا على نهر بيفر وأحد روافده، بالإضافة لجدول كورومبا، مما أدى إلى تمديد طول نهر كنديان الشمالي إلى نيو مكسيكو وتكساس. استخدمت الحكومة الفيدرالية هذا التعريف من عام 1914 إلى عام 1970، حيث عرّف قرار صدر عام 1914 عن المجلس الأمريكي للأسماء الجغرافية (USBGN) نهر كنديان الشمالي بأنه يشمل نهر بيفر ونهر كورومبا كجزء من مساره. وفي سنة 1970 تمت مراجعة قرار 1914 حيث نجده أن المجلس عرف نهر كنديان الشمالي وحدده من منبعه عند التقاء نهري بيفر وولف كريك إلى مصبه في نهر كنديان.
في لغة شعب موسكوجي (كريك) يطلق على النهر اسم "أوكتاهوتشي". ينعكس هذا في قصيدة "سونغ أوف دا أوكتاهوتشي" للكاتب الموسكوجي الكسندر بوسي، الذي أعطاه لاحقا "أوكتاهوتشي" لأول مجموعة كاملة من عمله. توفي بوسي وهو يحاول عبور النهر الذي غمرته الفيضانات عام 1908.
يسرد نظام معلومات الأسماء الجغرافية الخاص بـ USBGN ألقاب كانت كأسماء تاريخية متغيرة للنهر وهي كالتالي:
- "بيفر كريك"
- "نهر بيفر"
- "برانش نورد دي لا ريفيير كنديان"
- "هونيهيوهي"
- "نورث فورك كنديان ريفر"
- "نورث فورك أوف كنديان ريفر"

## معرض الصور
- نهر كنديان الشمالي بالقرب من  شوني
- نهر أوكلاهوما من قوارب الكاياك في وسط منطقة التجديف الترفيهية، تشيسابيك بوتهاوس ووسط المدينة أوكلاهوما سيتي

## وصلات خارجية
- مسارات دراجات نهر أوكلاهوما
- مسار جراند بوليفارد للدراجات بدءًا من نهر أوكلاهوما
- نهر أوكلاهوما
- خرائط أوكلاهوما الرقمية: مجموعات رقمية لأوكلاهوما والأراضي الهندية